# ام‌جی تیپ کا
ام‌جی تیپ کا (MG K-type) خودرویی است که در سال‌های ۱۹۳۲ تا ۱۹۳۴approx ۲۵۰ unitsتولید شده‌است.